# ماتریس واگذاری مسئولیت
ماتریس واگذاری مسئولیت که با نام RACI چارت (‎/[invalid input: 'icon']ˈreɪsiː/‎) یا «نمودار مسئولیت خطی» نیز شناخته می‌شود، مشارکت نقش‌های مختلف در تکمیل وظایف یا تحویل‌دادنی‌های یک پروژه یا فرایند کسب‌وکار را تشریح می‌کند. این ماتریس مخصوصاً برای روشن کردن نقش‌ها و مسئولیت‌ها در پروژه‌ها و فرایندهای عملکردی مفید است.
RACI مخففی است که از ۴ مسئولیت کلیدی که معمولاً استفاده می‌شوند مشتق شده است: مسئول، پاسخگو، مشاور و مطلع.

## نقش‌ها یا مسئولیت‌های کلیدی
مسئول
افرادی که کارهایی برای انجام یک وظیفه صورت می‌دهند. حداقل یک نقش با الگوی مشارکتی «مسئول» وجود دارد، اگرچه ممکن است سایرین نماینده شده باشند که در کار خواسته‌شده کمک کنند.
پاسخگو (فرد یا مؤسسه‌ای که تصویب‌کننده نهایی است)
در نهایت ضامن تکمیل درست و دقیق یک تحویل‌دادنی یا وظیفه است و کسی است که کار را به مسئولانش محول می‌کند. به عبارت دیگر، یک پاسخگو باید کارهایی را که مسئول ارائه می‌کند پایان دهد [تصویب کند]. باید تنها یک پاسخگوی معین برای هر وظیفه یا تحویل‌دادنی وجود داشته باشد.
مشاور (گاهی وکیل)
افرادی که نظرات‌شان مطلوب است، معمولاً متخصصان موضوع خاصی هستند و ارتباطات دوطرفه با آنها وجود دارد.
مطلع
افرادی که در جریان کار، اغلب تنها برای تکمیل وظیفه یا تحویل‌دادنی، به روز نگه داشته می‌شوند و تنها ارتباطات یک‌طرفه با آنها وجود دارد.
در اغلب موارد ممکن است نقش پاسخگو برای یک وظیفه یا تحویل‌دادنی، همان مسئول تکمیل آن باشد (در ماتریس از طریق وظیفه یا تحویل‌دادنی با داشتن نقش پاسخگو برای آن نمایش داده شده است، اما هیچ نقشی مسئول تکمیل آن نیست، به عنوان مثال اشاره شده). غیر از این استثنا، معمولاً توصیه می‌شود هر نقشی در پروژه یا فرایند برای هر وظیفه، حداکثر فقط یکی از انواع مشارکت را بپذیرد. جایی که بیش از یک نوع مشارکت نشان داده شده، معمولاً به این اشاره دارد که آن مشارکت هنوز به طور کامل حل و فصل نشده است، که ممکن است ارزش این تکنیک در روشن کردن مشارکت هر نقش با هر وظیفه را نشان ندهد.

### تشخیص نقش
فرقی بین یک نقش و افراد معرفی‌شده به صورت جداگانه وجود دارد: یک نقش، توصیف‌کنندهٔ مجموعه‌ای از وظایف مرتبط است، ممکن است توسط افراد زیادی انجام شود، و یک فرد می‌تواند نقش‌های زیادی را بر عهده گیرد. مثلاً ممکن است یک سازمان ده نفر را داشته باشد که بتوانند نقش مدیر پروژه را ایفا کنند، اگرچه به طور سنتی هر پروژه در یک زمان تنها یک مدیر پروژه دارد و یک فرد که می‌تواند نقش مدیر پروژه را داشته باشد، ممکن است بتواند نقش تحلیل‌گر کسب‌وکار و تست‌کننده را نیز بر عهده گیرد.

## قالب ماتریس
معمولاً این ماتریس از یک محور عمودی (ستون سمت چپ) از وظایف (به طور مثال از یک ساختار شکست کار «WBS») یا تحویل‌دادنی‌ها (به طور مثال از یک ساختار شکست محصول «PBS»)، و یک محور افقی (ردیف بالا) از نقش‌ها (به طور مثال از یک چارت سازمانی) تشکیل می‌شود، همان‌طور که در تصویر مثالی از ماتریس تخصیص مسئولیت (یا RACI) نشان داده شده‌است.

## جایگزین‌ها

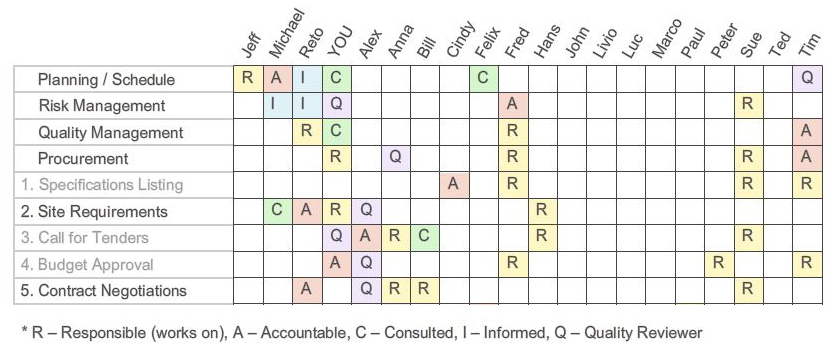
نمودارRACIQدر مدیریت پروژه ماتریس،شامل افرادی که روی یک فعالیت کار می‌کنند.

تعدادی جایگزین برای ماتریس RACI وجود دارد که عبارتند از:

### RASCI
این یک نسخهٔ توسعه‌یافته از استاندارد RACI است، که کمتر با نام RASIC شناخته می‌شود و مسئولیت‌ها را به موارد زیر می‌شکند:
مسئول
افرادی که مسئول یک وظیفه هستند و اطمینان حاصل می‌کنند آن وظیفه مطابق با نظر تصویب‌کننده انجام می‌شود.
پشتیبان
نیروی تخصیص‌یافته به مسئول. این فرد بر خلاف مشاور که ورودی را برای وظیفه مهیا می‌کند، در پشتیبانی تکمیل وظیفه یاری می‌رساند.

### RACI-VS
این یک نسخهٔ توسعه‌یافته از استاندارد RACI با دو نوع مشارکت اضافی است:
ممیز
فردی که محصول را چک می‌کند تا بداند آیا با مجموعه معیارهای پذیرش مندرج در توصیف محصول مطابقت دارد یا خیر.
صاحب‌امضاء
کسی که تأیید تصمیم‌گیری را تصویب می‌کند و اجازهٔ رد کردن محصول را می‌دهد. به نظر می‌رسد صاحب‌امضا باید همان شخصی باشد که پاسخگوی موفقیت است.

### CAIRO
این یک نسخهٔ توسعه‌یافته از RACI استاندارد است و با یک نوع مشارکت اضافی با نام RACIO نیز شناخته می‌شود. with one additional participation type.
خارج از حلقه (یا محذوف)
افراد یا گروه‌هایی را که به طور خاص جزئی از وظیفه نیستند انتخاب می‌کند. تعیین می‌کند یک منبع دخیل‌نشده ممکن است مانند منابع دخیل‌شده، برای تکمیل یک وظیفه مفید باشد.

### DACI
نسخهٔ دیگری که برای متمرکز کردن تصمیم‌گیری استفاده می‌شود و روشن می‌کند چه کسی می‌تواند بحثی را بازگشایی کند.
گرداننده
تنها گردانندهٔ کل پروژه مانند کسی است که یک ماشین را هدایت می‌کند.
تصویب‌کننده
یک یا چند تصویب‌کننده که بیشتر تصمیم‌گیری‌های پروژه را انجام می‌دهند و اگر پروژه با شکست مواجه شود، پاسخگو هستند.
مشارکت‌کننده
افرادی که مسئول تحویل‌دادنی‌ها هستند و ارتباطات دوطرفه با آنها وجود دارد.
- مطلع
افرادی که تحت تأثیر پروژه قرار می‌گیرند و شرایط را مهیا می‌کنند و از بحث‌ها آگاه هستند و با آنها ارتباطات یک‌طرفه وجود دارد..

### RAPID
مدل دیگری که برای ایجاد شفافیت در مدل RACI به وجود آمده است.
مسئول
افرادی که مسئول یک وظیفه هستند و اطمینان حاصل می‌کنند آن وظیفه مطابق با نظر تصویب‌کننده انجام می‌شود.
تصویب‌کننده
یک یا چند تصویب‌کننده که می‌توانند اجرای پروژه را وتو کنند!
مجری
تصمیماتی را که در خصوص یک وظیفه گرفته می‌شود انجام می‌دهند.
واردکننده
از طریق ارتباط دوطرفه، ورودی اطلاعاتی مربوط به وظایف را فراهم می‌کند.
تصمیم‌ساز
تصمیمات سازمان‌دهنده را اتخاذ می‌کند.

## انواع
تفاوت‌هایی نیز در معنای انواع مشارکت در مدل RACI وجود دارد:

### RACI (طرح جایگزین)
یک کدگذاری جایگزین وجود دارد که کمتر منتشر شده، اما توسط بعضی از کارورزان و نرم‌افزارهای نقشه‌برداری فرایند به کار می‌رود، که کاربرد کدهای R و A در طرح اصلی را تغییر می‌دهد. کل متدولوژی همان‌طور باقی‌مانده، اما این جایگزین پریشانی بالقوهٔ موجود در اصطلاحات پاسخگو و مسئول را از بین می‌برد، که ممکن است توسط متخصصان مدیریت درک شوند، اما این تفاوت همیشه آن‌قدر شفاف نیست که توسط دیگران نیز تشخیص داده شود:
مسئول
کسانی که مسئول عملکرد وظیفه هستند. دقیقاً باید یک نفر با این مأموریت برای هر وظیفه وجود داشته باشد.
دستیار
افرادی که در تکمیل وظیفه کمک می‌کنند.
مشاور
افرادی که نظرات‌شان مطلوب است و با آنها ارتباطات دوطرفه وجود دارد.
مطلع
افرادی که در جریان کار به روز نگه داشته می‌شوند و با آنها ارتباطات یک‌طرفه وجود دارد.

### RACI (تصمیم‌گیری‌ها)
این جایگزین تنها بر مستندسازی این نکته تمرکز دارد که چه کسی مجوز اینکه کدام تصمیم را بگیرد دارد.
پیشنهاددهنده
مسئول پیشنهاد و پاسخگویی در مورد تصمیم.
تأییدکننده
دارای مجوز تأیید پاسخ به یک تصمیم
مشاور
افرادی که نظرات‌شان مطلوب است و با آنها ارتباطات دوطرفه وجود دارد.
مطلع
افرادی که بعد از اخذ تصمیم مطلع می‌شوند و با آنها ارتباطات یک‌طرفه وجود دارد.